# یوریک راوت
یوریک راوت (انگلیسی: Yoric Ravet؛ زادهٔ ۱۲ سپتامبر ۱۹۸۹) بازیکن فوتبال اهل فرانسه است.
از باشگاه‌هایی که در آن بازی کرده‌است می‌توان به باشگاه فوتبال گراس‌هاپر زوریخ، باشگاه فوتبال آنژه، باشگاه ورزشی یانگ بویز برن، باشگاه فوتبال لوزان-اسپورت، و باشگاه فوتبال سن-اتین اشاره کرد.
وی همچنین در تیم ملی فوتبال زیر ۲۰ سال فرانسه بازی کرده‌است.